# Camillo (prefetto del pretorio)
Camillo (latino: Camillus; fl. 457-461) è stato un politico romano dell'Impero romano d'Occidente.

## Biografia
Nativo di Arelate, il padre di Camillo era un proconsole, mentre lo zio paterno era Magno, Prefetto del pretorio delle Gallie nel 457/458 e console nel 460; pertanto Magno Felice, Prefetto del pretorio nel 469, era suo cugino. Camillo era anche imparentato col poeta e vescovo Magno Felice Ennodio.
Di Camillo si sa che nel 461 fu invitato dall'imperatore Maggioriano ad un banchetto ad Arelate, al quale era presente anche il poeta Gaio Sollio Sidonio Apollinare; proprio il poeta narra che Camillo, che all'epoca era vir inlustris, era il terzo invitato più importante, dopo il console Severino e suo zio, l'ex-console Magno, ma prima dell'ex-prefetto del pretorio Peonio. Questo indica che Camillo doveva essere anche lui un ex-Prefetto del pretorio, delle Gallie o d'Italia, o meno probabilmente un praefectus urbi; dovrebbe aver ricoperto il ruolo prima del 456/457.